# Miron Cristea
Miron Cristea (né Élie Cristea le 20 juillet 1868 à Toplița en Transylvanie, alors austro-hongroise et mort le 6 mars 1939 à Cannes en France, d'une broncho-pneumonie) est un théologien, prélat, patriarche de l'Église orthodoxe et homme politique roumain.

## Biographie

### Jeunesse
Né dans une famille de paysans pauvres au milieu d'une grande fratrie, il est distingué par ses professeurs et envoyé au Collège saxon de Bistrița (1879-1883), puis au Lycée de cette ville qu'il quitte plusieurs fois pour travailler comme pigiste dans plusieurs hebdomadaires et mensuels, en raison de maladies dans sa famille, mais aussi parce qu'il est renvoyé pour indiscipline et écarts de conduite : il est bachelier à 22 ans, en 1890. Doué en langues, il pratique couramment le roumain, le latin, le grec, le hongrois, l'allemand et le français. Après cette période où il est notoirement rabelaisien, il décide de « s'occuper du salut des âmes », et devient instituteur à l'école primaire d'Orăștie et journaliste au périodique Telegraful Român. Il entame aussi de brillantes études de théologie orthodoxe à Sibiu et, « un repenti valant cent justes »[C'est-à-dire ?] obtient une bourse pour la faculté de lettres et philosophie de l'université de Budapest (1891-1895), où il obtient le 15 mai 1895 son doctorat en philologie avec un sujet sur le poète Mihai Eminescu.

### Carrière
De retour en Transylvanie, Élie Cristea est engagé comme secrétaire laïc de l'archevêché orthodoxe de Sibiu (1895-1902), où il gravit rapidement les échelons pour devenir intendant et conseiller juridique, administratif et logistique de l'archevêque (1902-1909). Il pilote notamment le chantier de la basilique orthodoxe de Sibiu. Mais surtout, il est ordonné prêtre et constitué moine le 30 janvier 1900. Il continue néanmoins son activité journalistique et s'engage en politique dans le parti national des Roumains de Transylvanie aux côtés de Iuliu Maniu, participant à ce titre au congrès du 1er décembre 1918 à Alba Iulia, qui vote l'union de la Transylvanie, du Banat, du Partium et de la Marmatie à la Roumanie, consacrée deux ans plus tard par le Traité de Trianon.
Durant la démocratie parlementaire roumaine (1921-1938), il est proche du Parti paysan d'Ion Mihalache et sera député de ce parti, qui représente les masses rurales pauvres, réclamant un accès privilégié à l'« ascenseur social » du libéralisme. À ce titre, il se montre favorable à l'idée d'un « numerus clausus » dans les filières universitaires et la fonction publique où les minorités nationales dominent, car leurs niveaux économique et d'instruction étaient, sauf chez les Roms, globalement plus élevés que ceux des Roumains, en raison de la longue domination des empires austro-hongrois, russe et turc sur les pays roumains. Cela sera décrit « a posteriori » comme de l'antisémitisme, car ces dispositions lèsent aussi (et en particulier) les Juifs.
Pendant cette période, Cristea est élu métropolite-primat de Roumanie en 1919, est initié franc-maçon en 1922 et sacré Patriarche de l'Église orthodoxe roumaine le 1er novembre 1925 ; il est élu sénateur en 1926, voyage beaucoup y compris à l'étranger, fonde de nombreux établissements scolaires, fondations sociales, foyers, dispensaires et séminaires, et acquiert un statut d'arbitre de la nation. Pourtant il manie, lui aussi, beaucoup d'argent, la rhétorique nationaliste et populiste, et le clientélisme politique. En 1927, alors que le roi Carol II doit renoncer au trône et s'exiler en raison des trop nombreux scandales financiers et de mœurs où il est impliqué, Cristea est nommé régent du royaume pendant la minorité du jeune roi Michel Ier.
Au bout de 17 ans de parlementarisme chaotique ponctué de crises ministérielles fréquentes et menacé par les attentats et les assassinats des fascistes et des communistes sur fond de crise économique mondiale, Cristea ne croit plus aux vertus de la démocratie et du libéralisme, et le proclame. Début 1938, la démocratie parlementaire s'effondre en Roumanie et le gouvernement xénophobe d'Octavian Goga retire leur citoyenneté à 225 222 d'entre les Juifs roumains (soit 36,50 %), les rendant apatrides sous prétexte qu'ils n'étaient pas roumanophones, ce qui les prive de leurs droits civiques et du droit à la propriété foncière ; Cristea ne réagit pas et participe, le 10 février suivant, au coup d'État qui met en place la « dictature carliste » du roi Carol II. Il est alors radié de la franc-maçonnerie que le roi et le grand-maître Jean Pangal conviennent de « mettre en sommeil » pour la préserver des attentats (« sommeil » qui durera 52 ans),.
Cette dictature combat par les armes tant les fascistes de la Garde de fer, que les communistes d'ailleurs clandestins : un climat de guerre civile règne dans le pays. Mais elle n'abolit pas le décret Goga. C'est dans ces circonstances que Cristea devient président du Conseil des ministres du royaume de Roumanie et participe à la suspension des partis politiques, dont le sien. Voulant jouer les conciliateurs entre le régime carliste et les fascistes, il condamne la violence « d'où qu'elle vienne et quel qu'en soit le prétexte ; la vengeance n'est pas la justice », se rappelle-t-il. Il n'en donne pas moins aux médias et à l'opinion l'image d'un opportuniste oscillant au gré des tendances politiques de son époque, mégalomane de surcroît, puisqu'en pleine crise politique et économique, il promeut le projet d'une pharaonique « Cathédrale du salut de la nation roumaine » dans le centre de la capitale Bucarest. La maladie et sa mort, lors d'un séjour à Cannes, mettent définitivement fin à ses compromissions,,,,.